# Sydney Tros
Sydney Tros (Apeldoorn, 15 juni 2001) is een Nederlands actrice.
Vanaf haar negende deed Tros aan film- dans- en zangles. Ze doorliep de Havo aan het Veluws College Walterbosch in Apeldoorn. Tros speelde in 2017 een bijrol in de film 100% Coco en had in 2018 een grote bijrol in de vijfdelige serie Kappen nou!. In 2019 vertolkte ze de rol van Anne in de De slet van 6vwo. Vanaf het twaalfde seizoen (2018) speelde Tros de rol van Noor Benschop in SpangaS, de eerste twee seizoenen een bijrol en vanaf seizoen 14 een hoofdrol. Ze was een van de discipelen in The Passion 2022. 